# Case sensitivity
Case sensitivity – określenie interpretacji danych charakteryzującej się rozróżnianiem semantyki liter małych i wielkich (ang. case sensitive). Z kolei w przypadku case insensitive nie rozróżnia się wielkości liter.

## Przykłady

### Systemy operacyjne
Systemy z rodziny Unix rozróżniają wielkość liter (case sensitive), więc system zwróci błąd po próbie odwołania się do pliku Plik.c, mając tylko plik.c (pierwsza litera różni się wielkością). W systemach z rodziny Windows, plik test.exe uruchomimy także wpisując TesT.eXe.

### Programowanie

#### Wartości
Poniższy kod w PHP sprawdza czy ciąg Wikipedia jest równy ciągowi wikipedia.
```
<?php

if
 
(
'Wikipedia'
 
==
 
'wikipedia'
)
 
echo
 
'Te same ciągi'
;
 
else
 
echo
 
'Ciągi się różnią'
;

```

Wynikiem programu będzie tekst „Ciągi się różnią”, ponieważ wielkość pierwszej litery się różni.

#### Nazwy zmiennych
Z kolei ten kod PHP porównuje zmienną do stałej wartości. Jest bardziej skomplikowany, jednak pokazuje częsty błąd programistyczny.
```
<?php

$zmienna
 
=
 
true
;

if
 
(
$Zmienna
 
==
 
false
)
 
echo
 
'$Zmienna ma wartość false'
;
 
else
 
echo
 
'$Zmienna ma wartość true'
;

```

Dla początkującego programisty mogłoby się zdawać, że wynikiem programu będzie ciąg "$Zmienna ma wartość true". Jednak wartość $zmienna to true, a $Zmienna nie jest ustawiona i nie jest tym samym co $Zmienna, co przy luźnym porównywaniu (==) spowoduje rzutowanie typu przez interpreter do typu boolean, a wartość przybierze wartość domyślną, czyli false. W rezultacie $zmienna ma ustawioną wartość true, $Zmienna ma w typie boolean domyślną wartość false, a więc wynikiem będzie „$Zmienna ma wartość false”.

### HTML
Rozróżnianie wielkości liter różni się w zależności od wersji i danego elementu. Przykładowo cały XHTML jest case sensitive (np. tag <body> jest prawidłowy, <BODY> już nie). Z kolei HTML5 w większości jest case insensitive, jednak z elementami case sensitive. Dla przykładu w <!DOCTYPE html> fragment DOCTYPE jest case insensitive (można zapisać np. jako "dOcTyPe"), a ciąg "html" jest case sensitive (więc zapis np. "hTmL" jest nieprawidłowy).